# Handball-Bayernliga 2005/06
Die Handball-Bayernliga 2005/06 wurde unter dem Dach des „Bayerischen Handballverbandes“ (BHV) organisiert und ist die höchste Spielklasse des Landesverbandes Bayern. Die Bayernliga ist nach der Handball-Bundesliga, der 2. Bundesliga und der Handball-Regionalliga eine der vierthöchsten Spielklassen im deutschen Handball.

## Saisonverlauf
Die Handball-Bayernliga 2005/06 war die siebenundvierzigste Ausspielung der Handball-Bayernligasaison. Bayerischer Meister sowie Aufsteiger in die Regionalliga Süd 2006/07 war der TuS Fürstenfeldbruck. Vizemeister wurde der TSV Ottobeuren. Meister und Aufsteiger in die Handball-Regionalliga der Frauen 2006/07 war der TSV Ismaning.

### Modus
Es wurde eine Hin- und Rückrunde gespielt. Nach Abschluss der daraus resultierenden 22 Spieltage stieg der „Bayerische Meister“ in die Regionalliga Süd (3. Liga) auf, die Plätze elf und zwölf mussten in die beiden Staffeln der Landesliga absteigen. Der Modus war für Männer und Frauen gleich.

## Teilnehmer und Abschlusstabelle
Nicht mehr dabei waren der Aufsteiger und die drei Absteiger aus der Vorsaison. Neu dabei waren ein Absteiger (A) und drei Aufsteiger (N) aus den Landesligen. Im Verlaufe der Saison traten zwölf Mannschaften in der Bayernliga an.

### Abschlusstabelle
Saison 2005/06 
| Platz | Mannschaft               | Spiele | Punkte |
| ----- | ------------------------ | ------ | ------ |
| 1.    | TuS Fürstenfeldbruck     | 22     | 36:8   |
| 2.    | TSV Ottobeuren (A)       | 22     | 32:12  |
| 3.    | TSV Friedberg            | 22     | 31:13  |
| 4.    | TSV Lohr                 | 22     | 29:15  |
| 5.    | TSV Trudering            | 22     | 24:20  |
| 6.    | TSV 2000 Rothenburg      | 22     | 20:14  |
| 7.    | ASV Cham                 | 22     | 19:15  |
| 8.    | SG DJK/SC Regensburg (N) | 22     | 18:26  |
| 9.    | DJK Waldbüttelbrunn      | 22     | 17:27  |
| 10.   | TSV Unterhaching         | 22     | 16:28  |
| 11.   | TSV Niederraunau (N)     | 22     | 13:31  |
| 12.   | TSV 1862 Helmbrechts (N) | 22     | 9:35   |

Bereich des „Bayerischen
Handballverbandes“ (BHV)

(A) = Absteiger aus der Regionalliga Süd (N) = neu in der Liga
  Bayerischer Meister und Aufsteiger zur Regionalliga Süd 2006/07

 Für die Bayernliga  2006/07 qualifiziert

### Frauen
- Der TSV Ismaning wurde Bayerischer Meister und hat sich für die Regionalliga Süd 2006/07 der Frauen qualifiziert.